# イシチドリ科
イシチドリ科（いしちどりか、学名 Burhinidae）は、鳥類チドリ目の1科である。
基本的に水鳥であるチドリ目には珍しく、水辺でない陸地に住む。

## 系統と分類

### 位置づけ
チドリ科+ミヤコドリ科と近縁なようである。
系統的に確立されたチドリ目の下位分類はまだないが、伝統的にチドリ亜目に分類されてきた。
Sibley分類ではチドリ下目（チドリ目にほぼ相当）チドリ小目チドリ上科に、チドリ科（ミヤコドリ科、セイタカシギ科を含む）と共に分類されていた。

### 属と種
2属10種が属す。オオイシチドリ属をイシチドリ属に含める説もある。
- イシチドリ属 Burhinus
  - Burhinus bistriatus, Double-striped Thick-knee, マミジロイシチドリ
  - Burhinus capensis, Spotted Thick-knee, ケープイシチドリ
  - Burhinus grallarius, Bush Stone-curlew, オーストラリアイシチドリ
  - Burhinus indicus, Indian Stone-curlew（B. oedicnemus から分離された）
  - Burhinus oedicnemus, Eurasian Stone-curlew, イシチドリ
  - Burhinus senegalensis, Senegal Thick-knee, コイシチドリ
  - Burhinus superciliaris, Peruvian Thick-knee, ペルーイシチドリ
  - Burhinus vermiculatus, Water Thick-knee, ミズベイシチドリ
- オオイシチドリ属 Esacus
  - Esacus recurvirostris, Great Stone-curlew, ソリハシオオイシチドリ （= B. recurvirostris）
  - Esacus magnirostris, Beach Stone-curlew, ハシブトオオイシチドリ （= E. giganteus = E. neglectus = B. giganteus = B. magnirostris）

Burhinus magnirostris（英名 Australian Stone-Curlew、和名 オーストラリアイシチドリ）を E. magnirostris と別に置く資料があるが、Burhinus magnirostris は Esacus を Burhinus に含めるときに使われる E. magnirostris のシノニムであり、誤りと思われる。